# سادل ريفر (نيوجيرسي)
سادل ريفر هو حي في مقاطعة بيرغن بولاية نيو جيرسي في الولايات المتحدة. تعد إحدى ضواحي مدينة نيويورك، وتقع على مسافة تزيد قليلاً عن 25 ميل (40 كـم) شمال غربي مانهاتن. تشتهر المدينة بحقولها الطبيعية وأراضيها الزراعية وغاباتها وأنهارها، وتتميز بأجواء ريفية. تحظى بشعبية بين السكان الذين يبحثون عن عقارات واسعة في محيط يشبه الريف، إضافة إلى قربها من مدينة نيويورك.

## تاريخ
تعود أصول سادل ريفر إلى عام 1675. تم إدماج سادل ريفر كمدينة بموجب قانون صادر عن الهيئة التشريعية لنيوجيرسي بتاريخ 22 نوفمبر عام 1894، من أجزاء من بلدة أورفيل، بناءً على نتائج الاستفتاء الذي أجري قبل ثلاثة أيام من ذاك التاريخ. تمّت الموافقة على الاستفتاء يوم 19 نوفمبر، أي قبل يوم واحد من تمرير الاستفتاء الذي أدى إلى تشكيل بلدة سادل ريفر العليا. هذا وقد ضُمّ إليها جزء إضافي من بلدة أورفيل في عام 1903.